# Luis Amadeo Vernet
Luis Amadeo Vernet (ur. ? – zm. ?) – argentyński piłkarz, grający podczas kariery na pozycji napastnika.

## Kariera klubowa
Vernet podczas piłkarskiej kariery występował w San Isidro Buenos Aires i Gimnasia y Esgrima La Plata.

## Kariera reprezentacyjna
W reprezentacji Argentyny Vernet występował w latach 1908-1910. W reprezentacji zadebiutował 15 sierpnia 1908 w zremisowanym 2-2 meczu z Urugwajem, którego stawką była Copa Lipton.
W 1910 został powołany na pierwszą, jeszcze nieoficjalną edycję Mistrzostw Ameryki Południowej, który wówczas nazywał się Copa Centenario Revolución de Mayo 1910. Na turnieju w Buenos Aires Vernet był rezerwowym i nie wystąpił w obu meczach Argentyny z Chile i Urugwajem. Ostatni raz w reprezentacji Vernet wystąpił 27 listopada 1910 w przegranym 2-6 meczu z Urugwajem, którego stawką było Gran Premio de Honor Argentino. Ogółem w barwach albicelestes wystąpił w 4 meczach.
| Mecze i gole w reprezentacji | Mecze i gole w reprezentacji | Mecze i gole w reprezentacji | Mecze i gole w reprezentacji | Mecze i gole w reprezentacji | Mecze i gole w reprezentacji | Mecze i gole w reprezentacji |
| #                            | Data                         | Miasto                       | Przeciwnik                   | Gol                          | Wynik                        | Rozgrywki                    |
| ---------------------------- | ---------------------------- | ---------------------------- | ---------------------------- | ---------------------------- | ---------------------------- | ---------------------------- |
| 1.                           | 15.08.1908                   | Montevideo                   | Urugwaj                      |                              | 2:2                          | Copa Lipton                  |
| 2.                           | 27.05.1910                   | Buenos Aires                 | Chile                        |                              | 3:1                          | towarzyski                   |
| 3.                           | 13.11.1910                   | Buenos Aires                 | Urugwaj                      |                              | 1:1                          | Gran Premio                  |
| 4.                           | 27.11.1910                   | Buenos Aires                 | Urugwaj                      |                              | 2:6                          | Gran Premio                  |